# Charles Norman (Seemann)
Charles Norman (* 1757 in Portsmouth; † 1793) war ein englischer Seemann auf dem durch die Meuterei bekannt gewordenen britischen Segelschiff Bounty.

## Leben

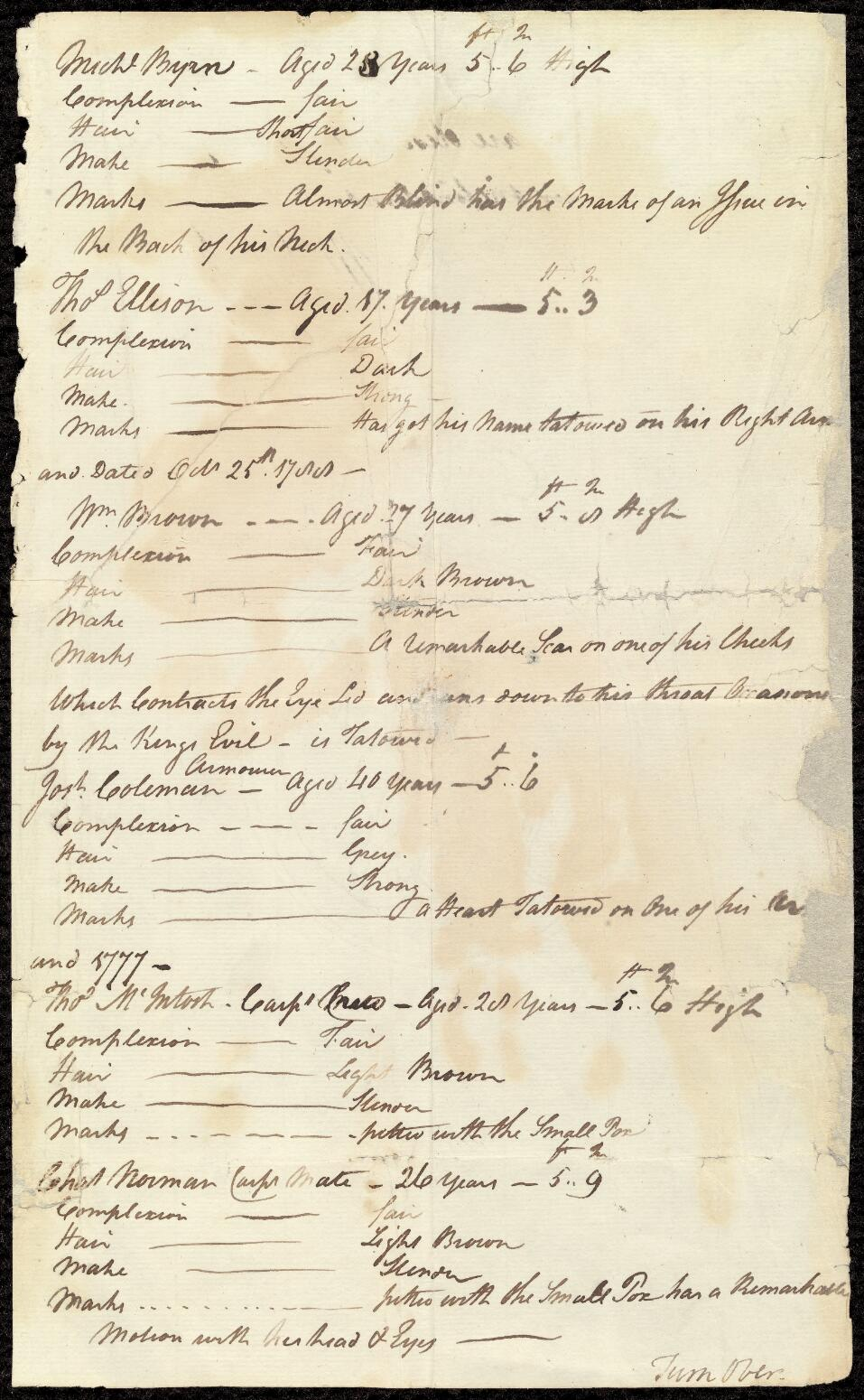
Eine Seite aus Blighs persönlichem Notizbuch mit seiner Beschreibung von Michael Byrne, Thomas Ellison, William Brown, Joseph Coleman, Thomas McIntosh und Charles Norman. National Library of Australia.

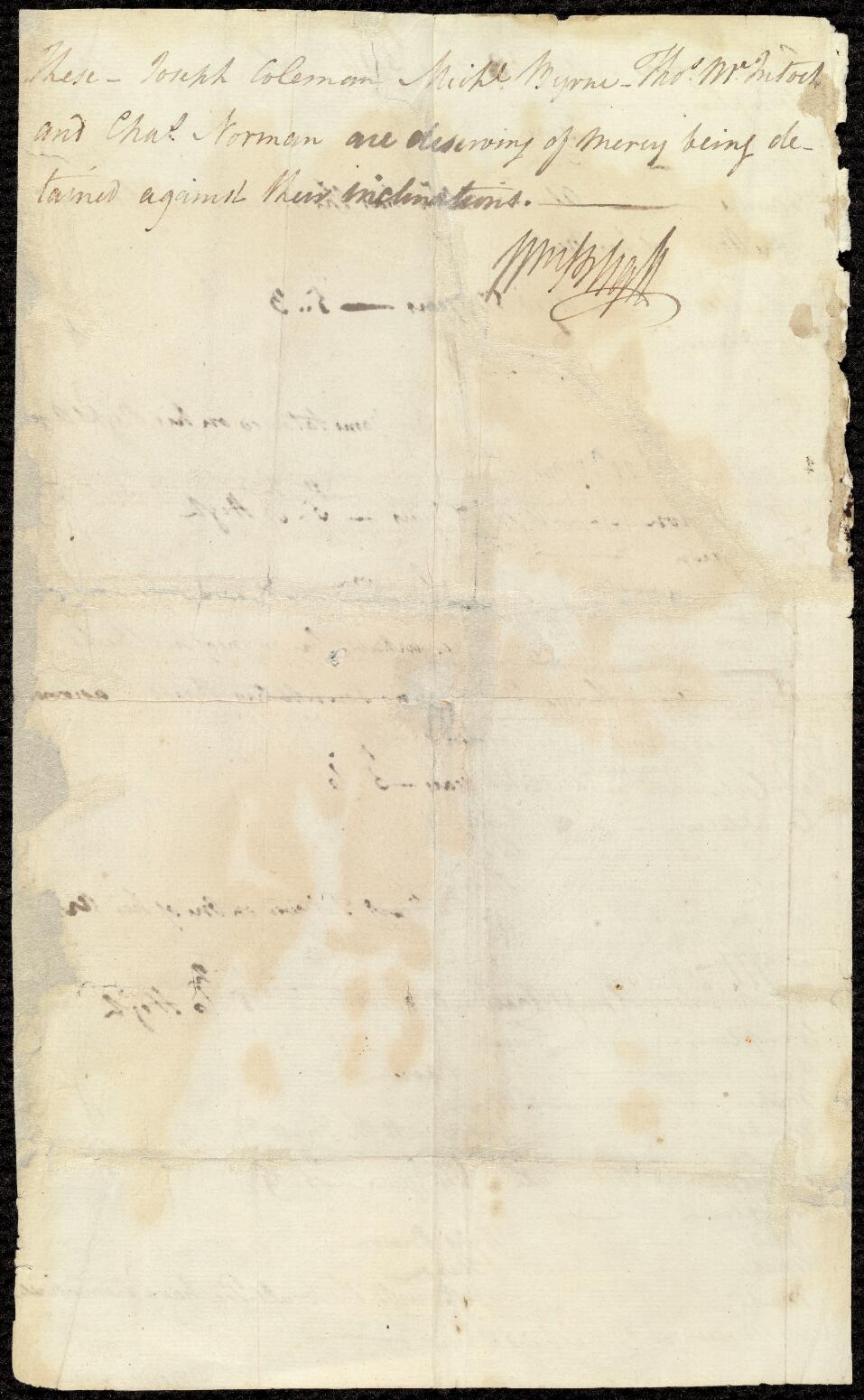
„These Joseph Coleman Michl. Byrne Thos. McIntosh and Chas. Norman are deserving of mercy being detained against their inclination. Wm. Bligh“. National Library of Australia.

Norman schrieb sich am 21. November 1787 als Zimmermannsmaat (Carpenter’s Mate) im Alter von 30 Jahren und aus Portsmouth in Hampshire stammend in die Musterungsrolle der HMS Bounty unter Lt. William Bligh ein, als diese im Spithead vor Portsmouth ankerte. Ihre Mission, die Brotfrucht von Tahiti nach Jamaika zu transportieren, begann am 23. Dezember 1787.
An Bord war Norman einer der wenigen Seemänner, die bereits verheiratet und Kinder hatten. Noch vor der Abfahrt verfasste er am 27. November 1787 ein Testament, in dem er seine Frau Dinah begünstigte. Bezeugt wurde es von Bligh, Steuermann John Fryer und Bootsmann William Cole. Während der gescheiterten Umrundung von Kap Horn in stürmischer See im April 1788 fiel er für mehrere Tage mit rheumatischen Beschwerden aus. Wenige Tage nach der Ankunft auf Tahiti erschien Norman am 31. Oktober erneut an Rheumatismus leidend auf der Krankenliste. Doch als Bligh ihn aufsuchte, litt er bereits unter Atemproblemen und Bauchschmerzen. Dr. Huggan hatte ihm ein Schröpfglas aufgelegt. Nach der Erfahrung mit dem Tod des Matrosen James Valentine, hielt es Bligh für angebracht, den Schiffsarzt vor weiteren Vernachlässigungen in der Behandlung Normans zu warnen. Am folgenden Tag wurde eine falsche Lungenentzündung (Peripneumonia notha) in Kombination mit einer Dysenterie diagnostiziert, von der sich Norman bis zum 5. Dezember erholte.
Norman gehörte der von Steuermannsmaat Fletcher Christian angeführten dritten Wache an, die in den Morgenstunden von vier bis acht Uhr den Dienst an Deck versah. So auch am 28. April 1789, wodurch er zu jenen Zeugen gehörte, die den Beginn der Meuterei kurz nach fünf Uhr erlebten. Nach eigener Aussage hätten sich er und die Fähnriche John Hallett und Thomas Hayward zu dieser Uhrzeit von einem vor dem Bug schwimmenden Hai ablenken lassen. Als die Fähnriche beschlossen hätten, den Hai mit einem Haken an Deck zu ziehen, sei Norman von Christian nach Achtern geschickt wurden, um dort Wasser zum Säubern des Decks zu schöpfen. Christian selbst sei unter Deck gegangen und nur wenige Minuten später mit einer Gruppe Matrosen und mit Entermessern bewaffneten an Deck zurückgekehrt, womit die Meuterei ihren Anfang nahm. Diese Version wurde so und ähnlich von Hayward und dem Matrosen William Muspratt bestätigt. Nachdem die Meuterer die Kontrolle über das Deck übernommen und Bligh gefesselt auf das Achterdeck geführt hatten, beteiligte sich Norman nach Aufforderung des Zimmermanns William Purcell beim Abfieren der Barkasse. Wie die anderen loyal gebliebenen Seemänner, hatte auch er die Absicht in sie umzusteigen, als Christian anordnete, ihn und seinen Kameraden Thomas McIntosh und den Büchsenmacher Joseph Coleman an Bord der Bounty festzuhalten, da auch die Meuterer fachkompetentes Personal für die Instandhaltung des Schiffs benötigten. Die drei Männer wurden damit in eine gefährliche Lage versetzt, konnte nach geltendem Seekriegsrecht das Verlassen der Seite des rechtmäßigen Kommandanten als Desertieren und Solidarisierung mit den Meuterern ausgelegt werden, worauf die Todesstrafe stand. Wie der ebenfalls zum Verbleib an Bord gezwungene halbblinde Violinist Michael Byrne, bekundeten sie deshalb über die Reling herab Bligh ihre Loyalität, mit der drängenden Bitte, diese schriftlich zu dokumentieren und der Gerichtsbarkeit der Admiralität mitzuteilen, sollte es ihm gelingen nach England zurückkehren.
Zu allen an Bord verbliebenen fünfundzwanzig Seemännern erstellte Bligh Personenbeschreibungen, für ihre steckbriefliche Fahndung als Meuterer. Davon auszunehmen seien jene vier Männer, die ihm ihre Loyalität mitgeteilt haben. Darunter: Chas. Norman, 26 Jahre alt, Zimmermannsmaat, 5 Fuß und 9 Zoll hoch, heller Teint, hellbraunes Haar, schlank gebaut. Ist von Pocken befallen und hat eine bemerkenswerte Kopf- und Augenbewegung.
Nach dem gescheiterten Siedlungsversuch auf Tubuai, war Norman bei der letzten Rückkehr der Bounty nach Tahiti am 22. September 1789 einer der sechzehn Männer die hier zurückgeblieben sind, als das Schiff noch am Abend desselben Tages wieder in See gegangen ist. Mit einigen anderen Kameraden fand er hier gastfreundliche Aufnahme im Distrikt Oparre. Ab dem November 1789 beteiligte er sich an dem von Bootsmannsmaat James Morrison angestoßenen Bau eines Schoners, mit dem sie auf eigenem Weg Niederländisch-Indien erreichen wollten. Zusammen mit Coleman, McIntosh und dem Küfer Henry Hillbrant waren sie für den wesentlichen Teil der Arbeit verantwortlich. Mit Thomas Ellison und Michael Byrne unternahm er Kanufahrten zu der fünfzehn Kilometer entfernten Insel Moorea. Nach Fertigstellung des Schoners, gingen Norman und seine Kameraden am 14. März 1792 mit diesem in See. Der Küste Tahitis entgegen dem Uhrzeigersinn entlangfahrend, nahmen sie weitere Kameraden auf. Am 23. März ankerten sie an der Südküste, wo sie von der Ankunft der HMS Pandora in der Matavai-Bucht am selben Tag erfuhren und darauf übereilt Segel setzten. Doch von widrigen Winden an die Küste zurückgedrängt, teilte sich die Gruppe und Norman blieb mit Morrison und Ellison an der Küste beim Schoner zurück. Am 29. März ergaben sie sich der nach ihnen ausgesandten Marineinfanterietruppe und wurden an Händen und Füßen in Ketten gelegt, in die auf dem Deck der Pandora errichtete Käfigvorrichtung gesperrt, die „Pandora’s Box“ genannt wurde.
Als die Pandora am 29. August auf das Great Barrier Reef am Eingang der Torres-Straße auflief und Leck schlug, wurden Norman, McIntosh und Coleman von ihren Ketten gelöst, um an den Pumpen zu helfen. Als das Schiff nicht mehr zu retten war, konnten sie sich mit sieben Kameraden auf eine nahe Sandbank retten. Nachdem die Schiffbrüchigen auf vier Beibooten am 16. September 1791 Kupang erreicht hatten, erhielten die drei erleichterte Haftbedingungen, wohl auch weil Edwards hier Rücksicht auf die niederländischen Behörden nehmen musste, die den von Bligh erstellten Steckbrief kannten, nach dem sie nicht als Meuterer anzusehen sind. So konnten die drei auf der Weiterfahrt auf einem niederländischen Schiff über Batavia bis zur Tafelbucht sich frei an Deck bewegen. Erst nachdem sie hier am 18. März 1792 auf die HMS Gorgon überstellt wurden, wurden sie an je einem Bein wieder in Ketten gelegt. Am 19. Juni kehrten die zehn überlebenden Bounty-Seemänner wieder den Spithead vor Portsmouth zurück.
In dem am 12. September 1792 einberufenen Kriegsgericht wurden Norman, McIntosh, Coleman und Byrne formell ebenfalls des Desertierens und der Meuterei angeklagt, doch wurden sie eher wie zusätzliche Zeugen behandelt und das Augenmerk des Gerichts lag auch nicht auf ihnen. Norman beschrieb kurz seine Handlungsweise während der Meuterei und konnte ein Schreiben von Bligh adressiert an seinen Bruder vom 26. März 1790 vorlegen, in dem sein ehemaliger Kommandant versicherte, dass ihm Gnade zu gewähren sei, da er gegen seinen Willen auf der Bounty unter den Meuterern zurückbleiben musste. Im abschließenden Urteil wurden die vier Seemänner am 18. September 1792 freigesprochen.
Normans weiteres Schicksal nach dem Freispruch ist unklar. Als einer der wenigen zurückgekehrten Seemänner hatte er dem Anwalt Edward Christian keine Auskunft für dessen Anhang zu den im Jahr 1794 veröffentlichten Prozessprotokollen gegeben. Dieser wusste nur, dass Normans Familie immer noch in Portsmouth lebte. Auch Bligh konnte für seinen im selben Jahr veröffentlichten Widerruf darauf Norman nicht mehr als Leumund für seinen Charakter aufbieten. Edward Christian will dennoch erfahren haben, dass sein Bruder Fletcher während der Meuterei zu Norman gesagt habe, dass diese niemals passiert wäre, hätte man ihn in der Nacht zuvor nicht am Desertieren gehindert.
Wahrscheinlich war Charles Norman mit einer namensgleichen Person identisch, die am 16. Dezember 1793 auf dem Friedhof der Holy Trinity Church von Gosport bestattet wurde. Sein Testament wurde am 27. September 1794 in London eröffnet.

## Erlebnisberichte
- Bligh, William, A voyage to the South sea, undertaken by command of His Majesty, for the purpose of conveying the bread-fruit tree to the West Indies, in His Majesty’s ship the Bounty, commanded by Lieutenant William Bligh. London 1792.
- Morrison, James, Mutiny and Aftermath: James Morrison’s Account of the Mutiny on the Bounty and the Island of Tahiti. Hrsg. von Vanessa Smith, Nicholas Thomas. University of Hawaiʻi Press 2013.